# Gares (métro de Rennes)
Gares est une station des lignes A et B du métro de Rennes, située dans le quartier Saint-Hélier à Rennes dans le département français d'Ille-et-Vilaine en région Bretagne, près de la gare ferroviaire.
Mise en service en 2002, elle a été conçue par les architectes Thierry Le Berre et Jean-Luc Le Trionnaire pour la partie desservie par la ligne A et, pour celle desservie par la ligne B, par l'atelier Zündel Cristea avec Architram.
C'est une station, équipée d'ascenseurs, qui est accessible aux personnes à mobilité réduite.

## Situation sur le réseau
Établie en souterrain (tunnel profond) sous la place de la gare, la station Gares est située :
- sur la ligne A entre les stations Charles de Gaulle (en direction de Kennedy) et Jacques Cartier (en direction de La Poterie) selon un axe nord-sud ;
- sur la ligne B entre les stations Colombier (en direction de Gaîté) et Saint-Germain (en direction de Viasilva) selon un axe est-ouest.

## Histoire

### Ligne A
La station Gares est mise en service le 15 mars 2002, lors de l'ouverture à l'exploitation de la ligne A. Son nom a pour origine sa proximité avec les gares ferroviaire et routière. Elle est réalisée par les architectes Thierry Le Berre et Jean-Luc Le Trionnaire, qui ont dessiné une station sur trois niveaux : une salle des billets au niveau –1, une mezzanine intermédiaire au niveau –2 et les quais au niveau –3.
Ce sont également les architectes de la gare SNCF voisine, entièrement reconstruite pour l'arrivée du TGV Atlantique en 1992, et dont le réaménagement incluait les fondations de la station de métro. L'aménagement de deux infrastructures est d’ailleurs similaire, concernant le marquage au sol et l’escalier central. La salle des billets du niveau –1 communique avec le passage souterrain de la gare, permettant un accès immédiat aux trains. Un des ascenseurs relie la salle des billets à la galerie commerciale de la gare SNCF située au niveau supérieur de ladite gare.
Dans sa configuration d'origine, la station est quasi entièrement éclairée de façon naturelle grâce à une dalle de verre de 35 m2, la lumière atteignant quasiment les quais.
La construction de la station débute en 1997.
Elle a été la deuxième station atteinte par le tunnelier « Perceval » le 30 juillet 1998 soit 101 jours et 870 mètres de creusés après son départ de la station Jacques Cartier, non sans avoir provoqué un affaissement sous la gare de Rennes le 24 juillet, obligeant à neutraliser deux voies le temps d'effectuer les réparations. Arrivé en avance sur le planning, il repart le 29 août, en direction la station Charles de Gaulle, non sans provoquer un second affaissement cette fois-ci sous le cours Magenta, aspirant une voiture au passage puis le 1er septembre il est arrêté après avoir absorbé 85 m3 du remblai destiné à reboucher le trou ; il ne repart que le 8 septembre, à vitesse réduite.
Le gros œuvre, dont la jonction avec la gare ferroviaire est terminé en mars 2000 ; le second œuvre (sols, plafonds, garde-corps, portes palières, etc.) débute dans la foulée et s'achève en février 2002,.
Elle est la quatrième station la plus fréquentée de la ligne A derrière République, Sainte-Anne et Villejean - Université, avec un trafic journalier cumulé de près de 28 242 montées et descentes en 2009.

### Ligne B
Elle est mise en correspondance le 20 septembre 2022 avec la ligne B. Pour la deuxième ligne, les architectes sont l'Atelier Zündel Cristea avec Architram (Suisse), qui ont dessiné une station, connecté à celle de la ligne A ajoutant deux niveaux supplémentaires : une mezzanine intermédiaire au niveau –4 et les quais au niveau –5.
L'architecture de la station est caractérisée par une enveloppe composée de panneaux de verre armé blanc et rétroéclairés.
En travaux depuis janvier 2014, elle a été la quatrième station atteinte par le tunnelier « Elaine » le 8 avril 2016, en venant de la station Colombier. Le creusement de cette section s'est fait sans encombre, malgré le point sensible que représente le passage à 4,5 mètres sous les voies de la ligne A, et il quittera la station deux semaines plus tard, en direction de la station Saint-Germain.
L'ensemble de couloirs de correspondances avec la ligne A est réalisé en 2017. Le gros œuvre est achevé en 2018, suivi du second œuvre (escalators, aménagements intérieurs, etc.) qui est achevé fin 2020,. Les aménagements extérieurs et les finitions sont effectués début 2021 et la signalétique est posée à l'été 2021.
La nouvelle station se situe à l'est de la station existante et s'inscrit dans la restructuration de la gare et du pôle d'échanges dans le cadre du projet EuroRennes et de l'arrivée de la LGV Bretagne-Pays de la Loire dès 2017,,. Les salles des billets des deux stations sont communes via l'agrandissement du niveau –1 existant. Deux nouveaux accès sont construits sur la place, en plus de l'accès existant et de ceux présents dans la gare, un au nord composé d'escaliers fixes et mécaniques, spécifique à la ligne B, et un au sud composé d'escaliers fixes et mécaniques et d'un ascenseur qui est commun aux deux lignes.
La station est située à une profondeur de 25,6 mètres en raison du passage sous la station existante,. Elle est complètement fermée entre le 15 mai et le 31 août 2017 afin de procéder au raccordement de l'actuelle et de la nouvelle station, par la démolition puis la reconstruction de la salle des billets qui est intégrée au sein d'une plate-forme d'échanges avec la gare SNCF. Une navette de remplacement est mise en place entre Gares et Charles de Gaulle, tout comme la déviation des lignes de bus C1, C2 et 11 par cette même station. Le nouveau hall multimodal fait huit mètres de haut et est surmonté par le « paysage construit », une grande verrière qui forme la nouvelle façade de la gare ferroviaire.
L'artiste français Jean-Marie Appriou a réalisé une sculpture monumentale représentant le cheval légendaire Morvarc'h placée sur le parvis de la gare.

## Service des voyageurs

### Accès et accueil
La station dispose de trois accès :
- Deux accès donnent sur le hall multimodal qui fait le lien entre la station et la gare, dans lequel on retrouve deux ascenseurs desservant chacun un quai et un escalier mécanique desservant le niveau intermédiaire. Cette dernière est desservie depuis chaque quai par des escaliers mécaniques :
  - Accès no 1 « place de la gare » : L'accès principal côté place de la gare à côté de l'accès à la gare ;
  - Accès no 2 « boulevard Solférino » : L'accès secondaire côté est facilitant l'accès depuis la gare routière.
- Accès no 3 « avenue Jean Janvier » : Un troisième accès côté nord de la place, constitué d'un escalier et d'un ascenseur, qui est mis en service en même temps que la seconde ligne.

Deux accès donnent sur le hall multimodal qui fait le lien entre la station et la gare, dans lequel on retrouve deux ascenseurs desservant chacun un quai et un escalier mécanique desservant le niveau intermédiaire. Cette dernière est desservie depuis chaque quai par des escaliers mécaniques. Elle est la seule station équipée d'une signalisation entièrement bilingue français-breton.
Elle dispose de distributeurs automatiques de titres de transport et est équipée de portillons d'accès couplés à la validation d'un titre de transport, opérationnels à partir du 1er décembre 2020 concomitamment au nouveau système billettique, afin de limiter la fraude. La décision de modification a été confirmée lors du conseil du 30 avril 2015 de Rennes Métropole.

Les accès et les environs la station
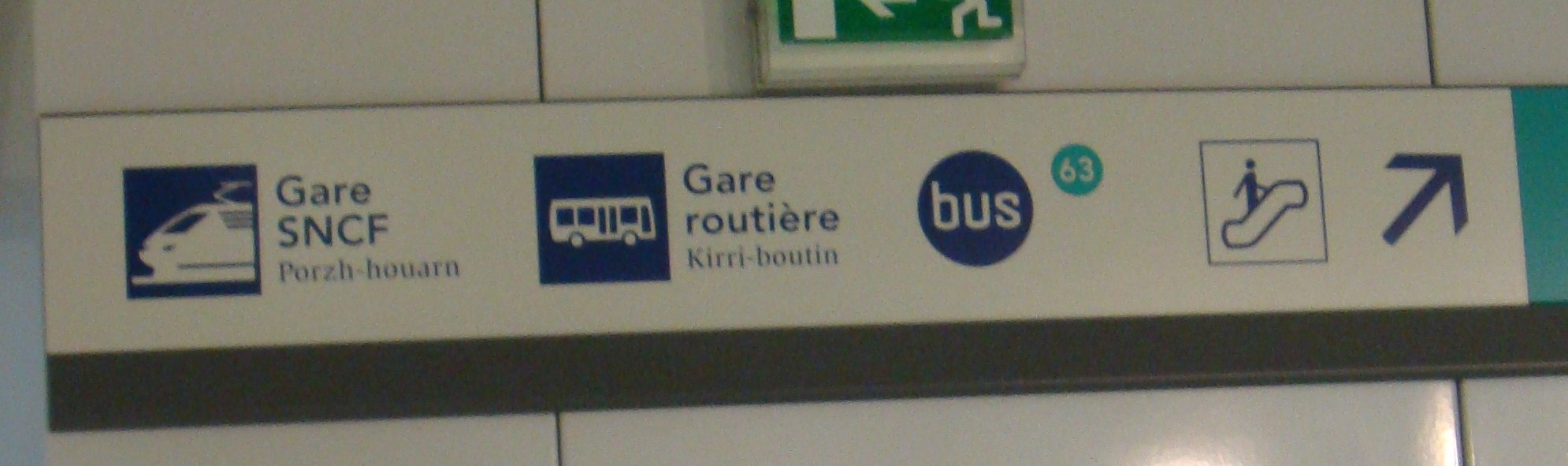
Signalétique français-breton
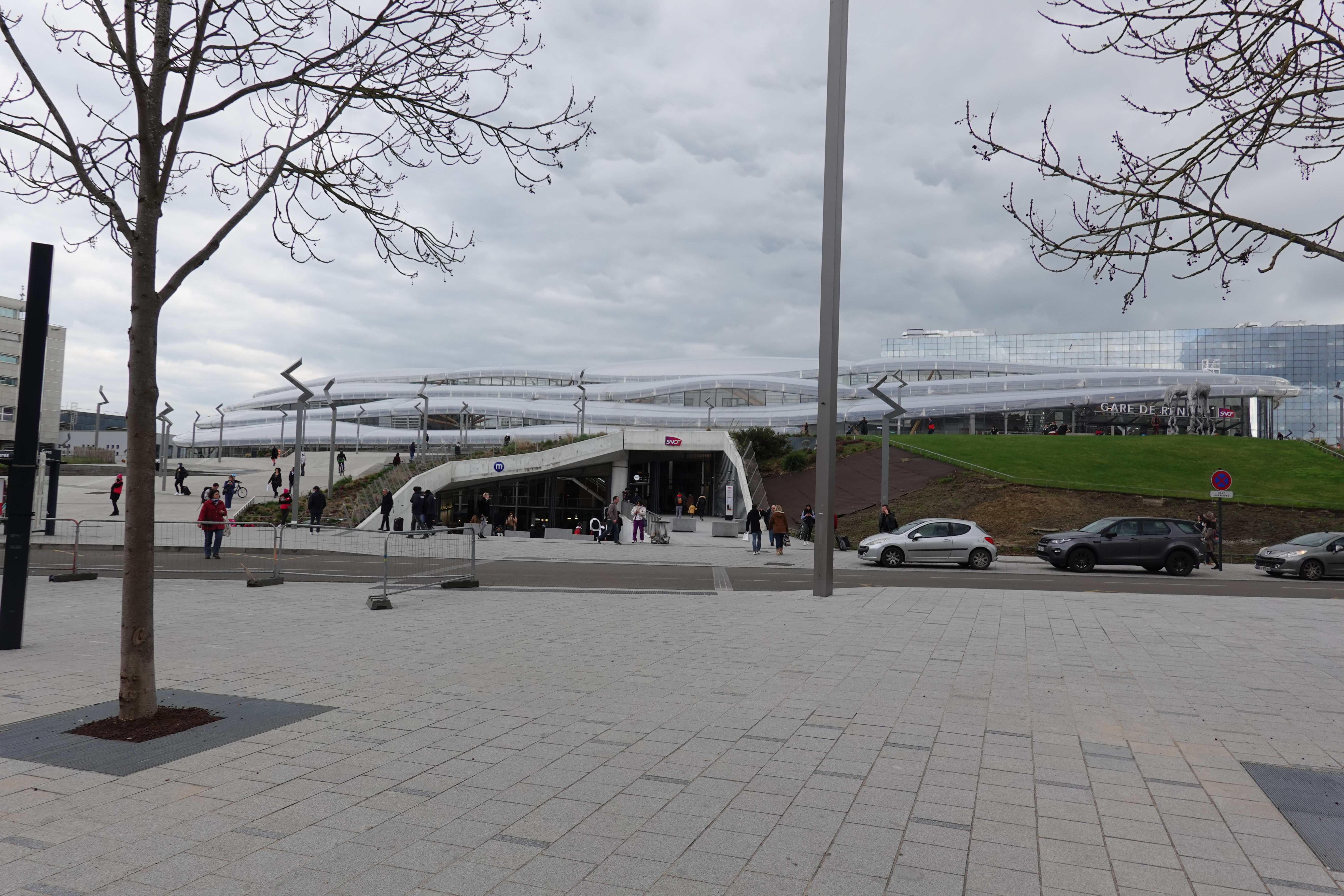
L'accès principal de la station, en 2022, à gauche de celle vers la gare.

### Desserte
Gares est desservie par les rames qui circulent quotidiennement sur :
- la ligne A, avec une première desserte à 5 h 24 (7 h 34 les dimanches et fêtes) et la dernière desserte à 0 h 37 (1 h plus tard les nuits des jeudis aux vendredis, vendredis aux samedis et des samedis aux dimanches) ;
- la ligne B, avec une première desserte à 5 h 17 (7 h 22 les dimanches et fêtes) et la dernière desserte à 0 h 36 (1 h plus tard les nuits des jeudis aux vendredis, vendredis aux samedis et des samedis aux dimanches).

### Intermodalité
Deux stations STAR, le vélo (Gare Beaumont et Gare Solférino) et une station Citiz Rennes Métropole existent à proximité de la station, ainsi que deux parcs à vélos sécurisés C-Park Vélo de 400 et 156 places chacun.
Des correspondances sont possibles avec les trains à la gare de Rennes, elle est desservie par les lignes de bus C1, C2, 11, 12 et 208 et, à la gare routière, avec les lignes régionales BreizhGo 500, 501, 502, 503, 504, 505, 507, 510, 512, 519, 522, 580, 590, Rennes-Pontivy-Loudéac,. Cet arrêt est aussi celui desservi par la navette Bus relais métro en cas d'arrêt prolongé de l'une ou des deux lignes,,.
En cas d'arrêt prolongé de la ligne A, cette même navette marque également l'arrêt à Gare Sud Féval, arrêt situé sur le pont permettant à la rue de l'Alma de franchir les voies SNCF, et qui est habituellement desservi en journée par les lignes C3 et 12 et la nuit par la ligne N2,.

## Projets
D'ici 2030, la station sera desservie par la ligne T3 du futur « trambus » de Rennes.

## À proximité
La station dessert notamment :
- le quartier d'affaires EuroRennes ;
- le cinéma L'Arvor ;
- le centre pénitentiaire pour femmes de Rennes.